# Isolement émotionnel
L'isolement émotionnel est un terme utilisé pour décrire un état d'isolement dans lequel l'individu est émotionnellement isolé, même si cet individu peut avoir un bon fonctionnement au sein de son réseau social.
Une recherche indique qu'en Suède un homme sur cinq dans une tranche d'âge moyennement âgée et senior (50–80 ans) est émotionnellement isolé (défini comme n'ayant personne à qui se confier). Parmi ceux qui ont une personne à qui se confier, huit sur dix ont uniquement leur conjoint. Les individus n'ayant personne à qui se confier sont moins alertes, résistants, calmes, énergiques et heureux. À la place, ils se sentent déprimés, tristes, fatigués et désabusés,,.